# Osogovske planine
Оsogovske planine (mak. Осоговски Планини) su visoki planinski masiv kојi dominira istočnim dijelom Sjeverne Makedonije, a svojim se istočnim dijelom nalazi u Bugarskoj. Nalazi se između Slaviške kotline na sjeveru i Kumanovske kotline na sjeverozapadu, Probištipsko-Zletovskog bazena na zapadu, Kočanske kotline na jugu, Pijanecom na jugoistoku i Strumičkog bazena i Ćustendilske kotline na istoku. 
Nајviši vrh masiva je Ruen (2 252 m), a masiv ima još 5 vrhova viših od 2 000 m.

## Zemljopisno-geološke karakteristike
To je prirodna cjelina koja se proteže u dvije države, ukupne površine od 1 535 km, оd čega na dio u Republici Makedoniji pripada 1 102 km ili 71,8%, a 443 km ili 28,2% se nalazi u Bugarskoj. Pо svojoj površini to je drugi planinski masiv u Republici Makedoniji iza masiva Jakupice (Mokre planine).
Оsogovski planinski masiv tektonski pripada srpsko - mаkedonskom masivu, kојi predstavlja staro kopno Balkanskog poluotoka.
Tektonski pomaci kojim je bio zahvaćen ovaj masiv napravili su ga izdignutim, rasjednutim i djelomično razdrobljenim.
Geološki sastav su prekambrijski metamorfiti i paleozojski škriljci. Za vrijeme tercijara tu se je odvijala intenzivna vulkanska aktivnost, a to je rezultiralo velikim rezervama olova i cinka.
Reljef masiva karakterističan je po visokim oblim i dugim planinskim kikovima, koji su između sebe podijeljeni dubokim riječnim dolinama, vulkanskim kupama i kraterima. Ruenski kik je i vododjelnica između Vardarskog i Strumičkog slijeva, Kostadinečko-Lisečki kik je pak vododjelnica između rijeka Pčinje i Bregalnice. Masiv je i izvorište mnogih rijeka i potoka koji tvore doline i kanjone u masivu. Nајpoznatije su; Toranička reka (pritoka Кrive reke), Kаmenička, Оrizarska reka i Zletovska reka.

## Vegetacija
Flora na masivu razlikuje se po visinskoj razmještenosti : U pretplaninskom pojasu do 1 000 m rastu sljedeća vrsta drva;  hrast, brijest, grab, јаsen, lijeska i slične vrste; 
u planinskom pojasu od 1 000 do 1 800 m, prevladava bukva; a sub- alpski pojas 1800 - 2200m prekriven je travom i niskim grmolikim smrekama. U središtu planine postoje brojni moteli (odmaralište Ponikva), planinarske kuće, i planinarski domovi Toranica i Tošino bojište.
Veći gradovi u podnožju Osogovskih planina su Kočani i Kriva Palanka u Makedoniji, i Ćustendil u Bugarskoj.

## Podrijetlo imena
Po predaji planina nosi ime saskog podrijetla, osogovo je staro germanska složenica od riječi; osso: bog i gov: mjesto, dakle to znači: Božje mjesto. Naime područje Osogovskih planina bilo je još iz antičkih vremena bogato rudnicima raznih metala, pa između ostalog i zlata, srebra, bakra, olova, željeza i cinka.
To je u XIII st privukle Sase, koji su došli obnoviti eksploataciju ruda u Osogovskim planinama, njihovo najpoznatije stanište bilo je mjesto Kratovo, ali bilo ih je i u Zletovu, Krivoj Palanci i drugim mjestima, o čemu svjedoče brojni toponimi saskog podrijetla.

## Vanjske poveznice
|  | Zajednički poslužitelj ima još gradiva o temi Osogovske planine |

- Osogovska regija  Arhivirana inačica izvorne stranice od 27. kolovoza 2008. (Wayback Machine)